# Söndörgő
A Söndörgő 1995-ben Szentendrén megalakult együttes; útját a Vujicsics együtteshez kötődő családi szálak és a délszláv népzene iránti elragadtatás jelölte ki. Kirívó virtuozitásával és lehengerlően friss előadásmódjával mára Európa-szerte az egyik legnépszerűbb magyarországi együttessé vált. Tamburára épülő - de a fúvós és ütős hangszerekre, valamint a harmonikára is kiterjedő - hangszerelésével a Balkán legsűrűbb zenei rétegeit is hitelesen tudja megszólaltatni - úgy, ahogyan az más balkáni együttesektől nem hallható. Készített lemezt a macedón čoček királyával, Ferus Mustafovval, a 2010-es Lost Music of the Balkans című albumát pedig hatvan országban forgalmazta a Harmonia Mundi/World Village.
A 2014 nyarán megjelent Tamburocket az európai világzenei rádiósok listájának első helyén állt, az éves összesítésben a 3. legjobb világzenei lemez lett. Az angliai Songlines és fRoots világzenei magazinok az év lemezének választották.
Az együttes évek óta sorra kapja a legrangosabb külföldi koncerttermek meghívásait, nemzetközi színtéren is a világ legjobb világzenei formációi között tartják őket számon.
2015-ben Szentendre Közművelődési Díjat adományozott, munkásságuk elismeréseként, áprilisban pedig az immáron hetedik Songlines Music Awards 16 jelöltje közé került a Söndörgő együttes is, akiket a legjobb csapat kategóriában jelöltek. 2015-ben az együttes elnyerte a legjobb world music albumnak járó Fonogram díjat. A zenekar 20 éves jubileumára 2016 őszén jelent meg második élő albumuk „Live Wires” címmel az angliai Riverboat Records gondozásában, 2018-ban közös lemezt adtak ki az Amsterdam Klezmer Banddel, „Szikra” címen.

## Tagok
- Eredics Áron: prímtambura, tambura szamica, darbuka, ének
- Eredics Benjámin: brácsatambura, trombita, ének
- Eredics Dávid: klarinét, szaxofon, kaval, prímtambura, basszprím-tambura, ének
- Eredics Salamon: harmonika, furulya, hulusi, basszprím tambura
- Buzás Attila: nagybőgő, csellótambura, tapan, ének (2019-ig) [1]
- Dénes Ábel: nagybőgő (2019 decemberétől)

## Lemezek
- Oj stari (2001) - Periferic Records
- Oj javore (2006) - Periferic Records
- In Concert (2008) - Söndörgő & Ferus Mustafov
- “Tamburising – Lost Music of the Balkans” World Village (2011) – Harmonia Mundi
- “Tamburocket – Hungarian Fireworks” World Music Network (2014) – Riverboat
- Live Wires (2016) - Riverboat Records
- Szikra (2018) - közös lemez az Amsterdam Klezmer Band-del - Vetnasj Records
- Nyolc 8 Nyolc (2019) - SNDRG Music

## Díjak, elismerések
- 2000: Magyar Rádió Népzenei Verseny - Első helyezett
- 2014: Közművelődési Díj - Szentendre
- 2015: Fonogram – Magyar Zenei Díj
- 2016: Songlines Music Award - Nominee